# Воздухозаборник
Воздухозабо́рник — элемент конструкции машины, служащий для забора окружающего воздуха или направленной подачи к различным внутренним системам, агрегатам и узлам для различного применения: в качестве теплоносителя, окислителя для топлива, создания запаса сжатого воздуха и др. Забор воздуха осуществляется за счёт давления, создаваемого потоком набегающего воздуха, или разряжения, создаваемого, например, при ходе поршня в цилиндре.
Воздухозаборник авиационного двигателя — это тщательно спроектированная и изготовленная конструкция, от исполнения которой зависят параметры и надёжность работы двигателя во всех эксплуатационных режимах.
На сверхзвуковых самолётах воздухозаборники часто делают регулируемые. Применяют различные электрогидравлические автоматы для регулировки проходного сечения («горла») воздухозаборника. Обычно применяют отклоняемый вертикальный (Ту-22М2) или горизонтальный «клин» (МиГ-25), или выдвижной «конус» (МиГ-21). На Су-57 регулируемые воздухозаборники совмещены с ПГО.